# Liu Zhenyun
Liu Zhenyun (en xinès tradicional: 劉震云; en xinès simplificat: 刘震云; en pinyin: Liú Zhènyún) (Yanjin 1958) escriptor i guionista xinès, Premi Mao Dun de Literatura de l'any 2011 per la seva novel·la "一句 顶 一 万 句 - Someone to Talk To". És un dels autors i guionistes més coneguts de la Xina, amb múltiples "best sellers" i traduccions a més de 15 idiomes. Fins a la data (2019) s'han venut més de 15 milions d'exemplars de les seves a la Xina.

## Biografia
Liu Zhenyun 刘震云 va néixer el maig de 1958 a Yanjin, província de Henan. El 1973 es va incorporar a l'exèrcit i va passar cinc anys al desert de Gobi. Després de la Revolució Cultural fou desmobilitzat i tornà a casa i va ser acceptat al departament de xinès de la Universitat de Pequín. Després de la seva graduació el 1982, va començar a treballar com a periodista al diari "农民日报 - Daily Farmer", i va ser durant aquest temps que va començar a escriure ficció.
A mitjans dels anys vuitanta, Liu va començar a publicar contes i novel·les breus, moltes de les quals ja són clàssiques de la literatura xinesa contemporània. Les seves obres han estat traduïdes a diversos idiomes, com ara anglès, francès, alemany, italià, espanyol, portuguès, suec, holandès, rus, txec, hongarès, romanès, serbi, hebreu, àrab, turc, japonès, coreà, vietnamita i Tailandès. Està casat amb una advocada xinesa, reconeguda activista pels drets humans, Guo Jianmei, que el 2011 va ser una de les guardonades amb el Premi Internacional Dona Coratge. 

## Obres
- 1989: "塔 铺" (A Small Town: Tapu)
- 1991: "故乡 天下 黄花" (Hometown, Regime and Blood)
- 1992: "官场" (Corridors of Power)
- 1993: "故乡相处流传" (Anecdotes in the Hometown)
- 1998: "故乡面和花朵" (Material and Spirit in the Hometown)
- 2002: "一腔废话" (Nonsense Talk)
- 2003: "手机" (Cell Phone)

### Adaptacions al cinema
Moltes de les seves obres s'han adaptat a la pantalla i s'han estrenat a festivals de cinema d'arreu del món, inclosos el Festival Internacional de Cinema de Sant Sebastià, el Festival Internacional de Cinema de Toronto i el Festival Internacional de Cinema de Berlín, a més de diversos festivals a la Xina, Taiwan i Hong Kong.
Quatre de les seves obres s'han convertit en pel·lícules dirigides pel reconegut director Feng Xiaogang:
- 2003: 手机 (Cell Phone)
- 2005: 塔铺 (A Small Town)
- 2012: 温故一九四二 (Back to 1942)[3] Protagonitzada entre altres per Adrien Brody i Tim Robbins.[4]
- 2016: 我不是潘金莲 (I Am Not Madame Bovary) Amb premis al 64è Festival Internacional de Cinema de San Sebastià, amb premi per la pel·lícula i per l'actriu Fan Bingbing, el 41è Festival Internacional de Cinema de Toronto i l'onzè Asian Film Awards.[1]

La seva filla, la directora Liu Yulin ha adaptat:
- 2016: Someone to Talk To (一句顶一万句), (One Sentence is Worth Ten Thousand Sentences)

i la directora Ma Liwen:
- 2008: Lost and Found (我叫刘跃进, literal (I Am Liu Yuejin)

### Sèries de televisió
El 1995 Feng Xiaogang va dirigir una sèrie de 10 capítols de 44 minuts: "Ground Covered in Chicken Feathers" basada en (一地鸡毛, traduïda com “Tofu”).
El director Shen Yan va adaptar (2010) en format de sèrie de 36 episodis,la novel·la 手机 (Cell Phone) i Wang Yikai va dirigir la sèrie "我叫刘跃进" (I Am Liu Yuejin) de 22 episodis, basada en la novel·la del mateix títol.

## Premis i honors
El 13 d'abril de 2018, el Ministeri de Cultura francès el va nomenar ambaixador del festival Croisements 2018, i li va atorgar les insígnies de Chevalier de l'Ordre de les Arts i les Lletres.
Premi Dangdai 2009 i Premi Mau Dun de 2011 per "一句顶一万句 (yījù dǐng yīwànjù)", traduït a l'anglès com Someone to Talk To.